# Africactenus agilior
Africactenus agilior là một loài nhện trong họ Ctenidae.
Loài này thuộc chi Africactenus. Africactenus agilior được Mary Agard Pocock miêu tả năm 1899.